# Hémorragie intravitréenne
 Mise en garde médicale
L'hémorragie intra-vitréenne ou hémorragie du vitré est une extravasation de sang d'origine rétinienne dans l'espace vitréen. L'humeur vitrée est le gel clair qui remplit l'espace entre le cristallin et la rétine de l'œil. Divers événements peuvent entraîner une fuite de sang dans l'humeur vitrée, causant une baisse d'acuité, des corps flottants et des photopsies (phosphène).

## Symptômes
Les symptômes de l'hémorragie intravitréenne sont :
- baisse d'acuité visuelle ;
- corps flottants — ou myodésopsies ;
- vision de teinte rougeâtre ou  en pluie de suie ;
- phosphènes — brefs éclairs de lumière dans la vision périphérique[2].

Les petites hémorragies vitréennes se manifestent souvent par des "corps flottants". Un cas modéré entraînera souvent des stries sombres dans la vision, tandis qu'une hémorragie vitréenne dense peut inhiber considérablement la vision.

## Causes
Il existe de nombreux facteurs connus pour provoquer une hémorragie vitréenne.

### Rétinopathie diabétique
La cause la plus fréquente retrouvée chez l'adulte est la rétinopathie diabétique. Des vaisseaux sanguins anormaux peuvent se former à l'arrière de l'œil d'une personne atteinte de diabète. Ces nouveaux vaisseaux sanguins sont plus faibles et susceptibles de se rompre et de provoquer des hémorragies. La rétinopathie diabétique représente 31,5 à 54 % de tous les cas d'hémorragie intravitréenne chez les adultes aux États-Unis.

### Traumatisme
Certaines blessures peuvent faire saigner les vaisseaux sanguins à l'arrière de l'œil. Les traumatismes sont la principale cause d'hémorragie intravitréenne chez les jeunes et représentent 12 à 18,8 % des cas chez les adultes.

### Déchirure ou décollement de la rétine
Une déchirure de la rétine peut permettre aux fluides de l'œil de s'infiltrer derrière la rétine, ce qui provoque un décollement de la rétine. Lorsque cela se produit, le sang des vaisseaux sanguins rétiniens peut saigner dans le vitré. Les déchirures rétiniennes représentent 11,4 à 44 % des cas d'hémorragie du vitré.

### Décollement postérieur du vitré
En vieillissant, des poches de liquide peuvent se développer dans le vitré. Lorsque ces poches se développent près du fond de l'œil, le vitré peut se détacher de la rétine et éventuellement le déchirer. Le décollement du vitré postérieur représente 3,7 à 11,7 % des cas d'hémorragie du vitré.

### Autres causes
Les causes moins courantes d'hémorragie intravitréenne représentent 6,4 à 18 % des cas et comprennent :
- Rétinopathie drépanocytaire proliférante
- Macroanévrismes
- Dégénérescence maculaire liée à l'âge
- Syndrome de Terson[5]
- Néovascularisation rétinienne à la suite d'une occlusion d'une branche ou d'une veine centrale de la rétine
- Autres

## Diagnostic
L'hémorragie vitréenne est diagnostiquée en identifiant les symptômes, en examinant le fond d'œil et en effectuant des tests pour identifier la cause. Les examens réalisés sont :
- Le fond d'œil dilaté
- Une échographie si l'hémorragie est dense et la rétine non accessible.

## Complications
- Décollement de rétine
- Glaucome à cellules fantômes : glaucome secondaire à angle ouvert causé par la dégénérescence des globules rouges[6].

## Traitements
Il est conseillé au patient d'éviter de prendre des médicaments qui fluidifient le sang (comme l'aspirine ou des médicaments similaires).
L'hydratation ou les patchs froids ne font preuve d'aucune recommandation scientifique.
Le but du traitement est de traiter la cause de l'hémorragie. Les déchirures rétiniennes sont cautérisées par un traitement au laser ou par cryothérapie, et les décollements de la rétine sont opérés.
Même après le traitement, le corps peut mettre des mois à éliminer tout le sang du vitré. Une intervention chirurgicale par vitrectomie est indiquée en cas :
- de décollement de la rétine ;
- d'hémorragie chronique ;
- de rubéose irienne ou à un glaucome néovasculaire.